# گروسر آربر
گروسر آربر (()؛ چکی: Velký Javor به معنی افرای سفید) یا آربر بزرگ بلندترین نقطهٔ رشته‌کوه جنگل بایرن/بوهم است. این قله با ارتفاع ۱۴۵۵٫۵ متر در باواریای سفلی قرار دارد. به دلیل ارتفاع این نقطه، در ناحیه رگن در باواریای سفلی و ناحیه چام در فالتس علیا آن را شاه جنگل بایرن می‌دانند. منطقهٔ قله از گنیس ساخته شده‌است.

## جغرافیا

### موقعیت

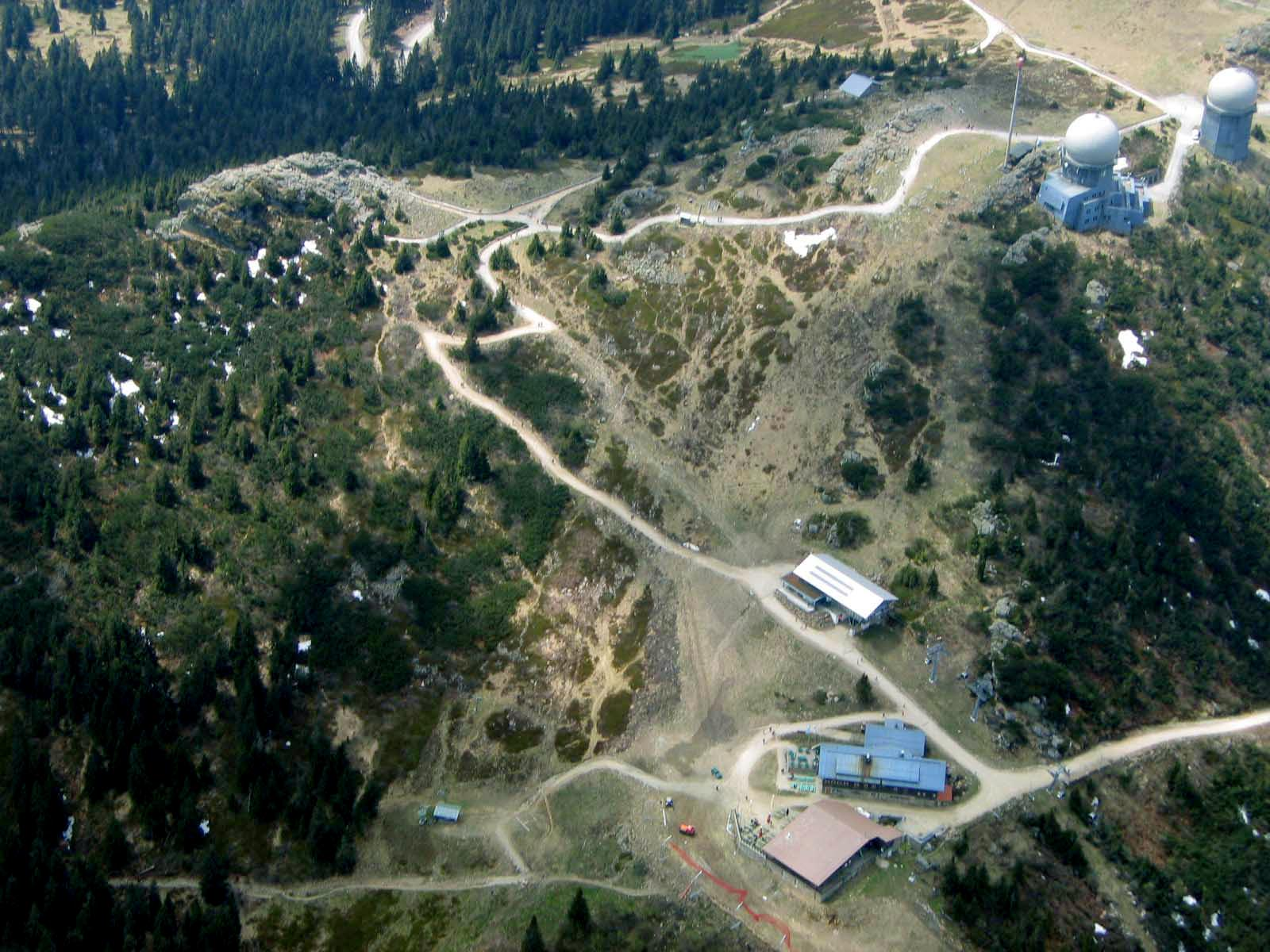
نمای دید پرنده از قلهٔ گروسر آربر

گروسر آربر در جنگل بایرن و در مرز پارک طبیعی جنگل بایرن علیا از شمال و پارک طبیعی جنگل بایرن در جنوب قرار دارد. قله در محدودهٔ بایریش ایزنشتاین و دامنهٔ جنوب غربی آن در بودنمایس (هر دو در ناحیه رگن) واقع شده‌است. دامنه‌های غربی نیز در لوهبرگ در ناحیه چام قرار دارد.
گروسر آربر چهار قله دارد. بلندترین قله آن همنام با کوه است. قله دیگر، کلاینر آربر نام دارد که ارتفاع آن ۱۳۸۴ متر است.

### منطقه‌های طبیعی
گروسر آربر بخشی از گروه واحد اصلی منطقه طبیعی جنگل بایرن فالتس علیا (شماره ۴۰)، واحد اصلی جنگل‌های باواریا (شماره ۴۰۳)، زیر ناحیهٔ لبهٔ آربر-کایترسبرگ (۴۰۳٫۵) و منطقه طبیعی ماسیف آربر (۴۰۳٫۵۱) است.

### آب
دریاچه‌ای به نام گروسر آربرسی در دامنهٔ جنوب شرقی گروسر آربر قرار دارد و در شمال غربی کلاینر آربر نیز دریاچه‌ای به نام کلاینر آربرسی واقع شده‌است. چند رود از این کوه سرچشمه می‌گیرند. رود رگن بزرگ از کوه به سوی شمال شرقی جریان می‌یابد. در سمت شمال غربی نیز رگن سفید کلاینر را زهکشی می‌کند و به شاخه اصلی رگن می‌پیوندد.

## اقلیم
قله گروسر آربر ۱۶۰ روز مه و ۱۵۰ روز پوشش برفی دارد. دورهٔ رویش گیاهان اندکی بیش از ۱۰۰ روز طول می‌کشد. دمای بلندترین مناطق در ژوئیه به ۱۱ درجه سلسیوس می‌رسد. از حدود ۱۹۵۰ میلی‌متر بارش سالانه، ۴۰٪ آن به صورت برف انجام می‌شود.